# کمیسیون تجارت عادلانه (ژاپن)
کمیسیون تجارت عادلانه ژاپن (公正取引委員会 Kōsei Torihiki Iinkai, JFTC) نهاد دولتی ژاپن است که وظیفه تنظیم رقابت و اجرای قانون ضد انحصار در ژاپن را بر عهده دارد.